# Anton Tanner

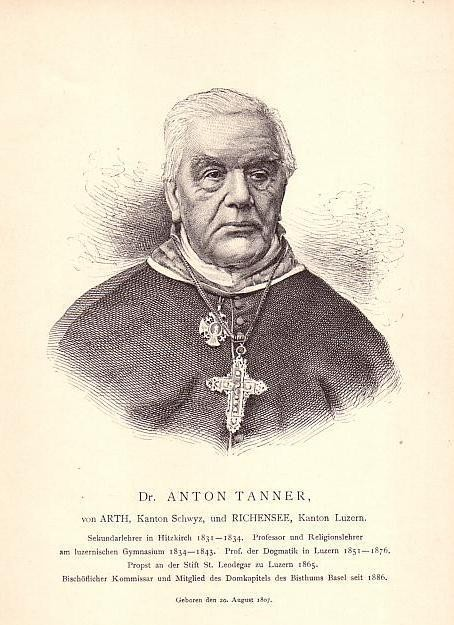
Anton Tanner, 1890

Anton Tanner (* 22. August 1807 in Arth SZ; † 22. November 1893 in Luzern) war ein Schweizer katholischer Theologe und Propst des Stiftes St. Leodegar in Luzern.

## Leben
Tanner beendete seine Gymnasialstudien an der Studienanstalt in Luzern, die er seit Herbst 1824 besucht hatte, und begann dann an der theologischen Lehranstalt ebenda sein Theologiestudium bei den Professoren Alois Gügler, Franz Geiger und Joseph Widmer. 1829 wechselte er nach Tübingen, wo die Professoren Hirscher, Drey und Möhler (Tübinger Schule) einen entscheidenden Einfluss auf ihn ausübten. 1830 trat er in das Priesterseminar in Chur ein und empfing Ostern 1831 die Priesterweihe. Im Herbst 1831 wurde er Sekundarlehrer in Hitzkirch; von Herbst 1834 bis 1851 war er Gymnasiallehrer in Luzern, 1851 bis 1876 Professor der Apologetik und Dogmatik an der theologischen Lehranstalt ebenda, seit 1843 zugleich Chorherr des Stifts St. Leodegar im Hof. 1851 wurde er Kustos des Stiftes und am 17. Februar 1865 Stiftspropst. Von 1865 bis 1884 war er Mitglied des kantonalen Erziehungsrates und seit 1868 der Studiendirektion. 1862 wurde er in Freiburg im Breisgau ehrenhalber zum Doktor der Theologie promoviert, 1885 bischöflicher Kommissar und 1886 nichtresidierender Domherr. 1869 begleitete er den Basler Bischof Eugène Lachat zum 1. Vatikanischen Konzil und kehrte als Gegner der päpstlichen Unfehlbarkeit im Februar 1870 von dort zurück.
Sein Bruder war der Benediktinerabt Plazidus Tanner vom Kloster Engelberg.

## Werke
- Das Reich Gottes auf Erden, oder katholische Religionslehre für höhere Schulen und gebildete Christen. Luzern 1841.
- Ueber das katholische Traditions- und das protestantische Schrift-Princip. Ein Beitrag zur Symbolik. Luzern 1862.
- Vorlesungen über den Materialismus. Luzern 1864.
- Ueber das Verhältniß von Vernunft und Offenbarung. Luzern 1864; zuerst in den Katholischen Schweizer-Blättern für Wissenschaft und Kunst.
- Sammlung von Predigten über freie Texte. Einsiedeln 1866.
- viele kleinere wissenschaftliche Arbeiten zur Apologetik und über kirchenpolitische und soziale Fragen, erschienen besonders in den Katholischen Schweizer-Blättern 1859–1870 und in der nach längerer Unterbrechung seit 1885 erscheinenden neuen Folge derselben.